# Camera dell'assemblea di Terranova e Labrador
La Camera dell'Assemblea di Terranova e Labrador (in inglese: Newfoundland and Labrador House of Assembly, in francese: Chambre d'Assemblée de Terre-Neuve-et-Labrador) è l'organo legislativo della provincia canadese di Terranova e Labrador. Essa si riunisce nell'Confederation Building, situato nella capitale provinciale, Saint John's, ed è composta da 40 membri eletti a maggioranza in altrettanti distretti elettorali. Il leader del partito di maggioranza è anche il Premier di Terranova e Labrador e dirige il governo noto come consiglio esecutivo.
I tre compiti principali dell'Assemblea legislativa sono l'emanazione di nuove leggi, l'approvazione del bilancio statale e la supervisione del governo.
Fondata nel 1832 dal governo coloniale della Colonia di Terranova, nel 1934 fu abolito il bicameralismo. Nel 1949, con l’annessione al Canada, assunse l’assetto attuale.